# Parevander unicolor
Parevander unicolor är en skalbaggsart som först beskrevs av Bates 1880.  Parevander unicolor ingår i släktet Parevander och familjen långhorningar.
Artens utbredningsområde är Costa Rica. Inga underarter finns listade i Catalogue of Life.